# Industrial metal
Industrial metal je jedan od glazbenih stilova heavy metala. Razvio se je iz spajanja post metala i raznih stilova metala. 

## Popis industrial metal skupina
- KMFDM
- Marilyn Manson
- Dope
- Raunchy
- Rob Zombie
- Fear Factory
- Godflesh
- Treponem Pal
- Nine Inch Nails
- Deathstars
- Ministry
- Pain
- Rammstein
- Oomph!
- Static-X
- Discrimination
- Turmion Kätilöt
- Ruoska